# Ричмонд Вест (Флорида)
Ричмонд Вест (енгл. Richmond West) насељено је место без административног статуса у америчкој савезној држави Флорида.

## Демографија
По попису из 2010. године број становника је 31.973, што је 3.891 (13,9%) становника више него 2000. године.
| Група             | 2000.          | 2010.          |
| Белци             | 5.269 (18,8%)  | 3.764 (11,8%)  |
| Афроамериканци    | 2.391 (8,5%)   | 2.480 (7,8%)   |
| Азијати           | 644 (2,3%)     | 634 (2,0%)     |
| Хиспаноамериканци | 19.663 (70,0%) | 25.110 (78,5%) |
| Укупно            | 28.082         | 31.973         |